# Карийская каторга
Карийская каторга (Карийский каторжный район) — группа каторжных тюрем на реке Кара — притоке реки Шилка. Входили в систему Нерчинской каторги.

## История

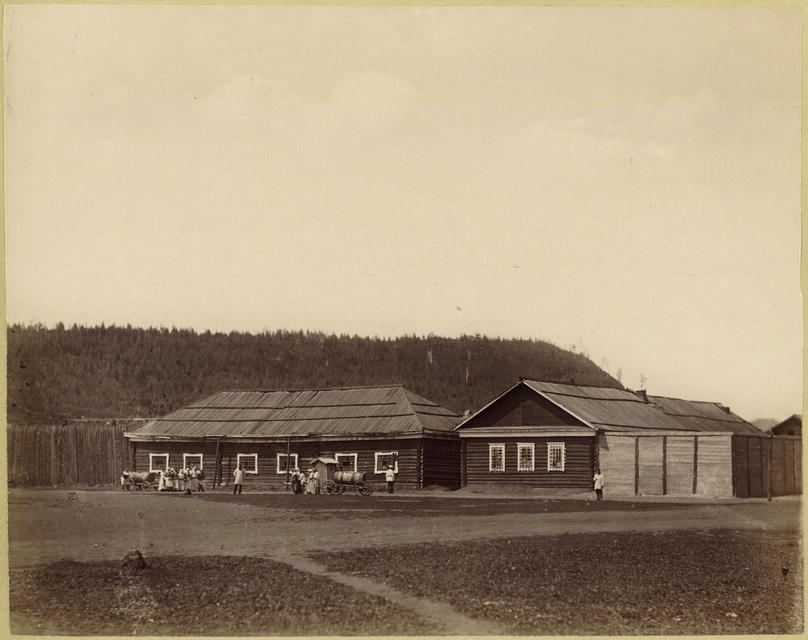
Ссыльно-каторжная тюрьма в Усть-Каре, 1891 год. Фотография А. К. Кузнецова.

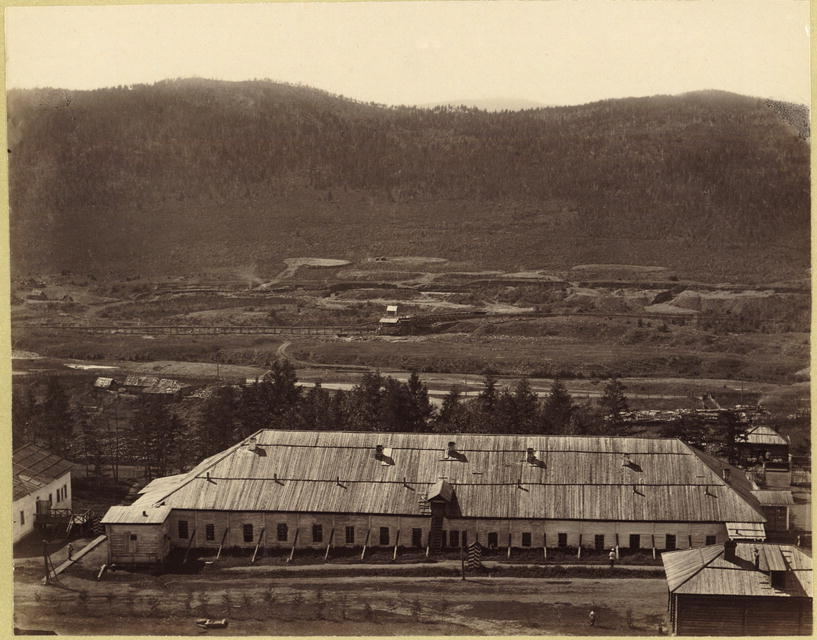
Лазарет Нижнекарийской каторги

Карийская каторга действовала с 1830-х до 1898 года. Её возникновение связывают с открытием богатых месторождений золота в 1838 году. Изначально в Карийскую каторгу отправляли только уголовных преступников, затем с 1873 года — и политических осуждённых. Тюрьмы располагались на протяжении 35 км вдоль реки, при впадении рек Усть-Кара, Нижняя Кара, Средняя Кара, Верхняя Кара, Амур. Всего их было семь, из них одна, построенная в 1881 году, предназначалась для политических заключённых. Каторжане работали на золотых приисках.
В 1873 году на Карийскую каторгу начали поступать первые политические заключённые: А. К. Кузнецов и Н. Н. Николаев, проходившие по нечаевскому делу. За ними последовали осуждённые по «процессу 50-ти», «процессу 193-х», по делу о Казанской демонстрации. В 1880-е годы на каторгу направлялись народовольцы и члены польской партии «Пролетариат»: И. Н. Мышкин, Д. М. Рогачёв, П. И. Войнаральский, С. Ф. Ковалик, Л. Г. Дейч, А. В. Прибылёв, Ф. Я. Кон. Всего за годы существования каторги через неё прошло 212 политических заключённых, из них 32 женщины (М. А. Ананьина, Н. А. Армфельд, С. Н. Богомолец, А. Д. Болотина, Е. К. Брешко-Брешковская, В. С. Гассох, Р. Л. Гроссман, Е. Я. Гуревич, Г. Н. Добрускина, С. А. Иванова, П. С. Ивановская, М. В. Калюжная, М. П. Ковалевская (Воронцова), Е. Н. Ковальская, М. А. Коленкина, А. П. Корба, Ю. И. Круковская, М. И. Кутитонская, Т. И. Лебедева, Е. Д. Левенсон, С. А. Лешерн фон Герцфельд, А. И. Лисовская, Ф. А. Морейнис, П. И. Перли, Е. И. Россикова, Н. М. Салова, Е. П. Сарандович, Н. К. Сигида, Н. С. Смирницкая, Е. М. Тринитатская, С. Н. Шехтер, А. В. Якимова).
По распоряжению Министерства внутренних дел от 19 сентября 1880 года на Нерчинскую каторгу начали переводить всех политзаключённых из центральных каторжных тюрем. В ноябре 1881 года на карийском Нижнем прииске была открыта мужская тюрьма для политических заключённых. Женщины размещались в тюрьме Усть-Кары.
В мае 1882 года партиями по два человека совершили побег восемь политзаключённых («побег 8-ми»): И. Н. Мышкин и Н. Хрущёв, Ф. Юрковский и М. Диковский, А. Баламмез и Н. Левченко, Е. Минаков и Н. Крыжановский. Готовил побег П. И. Войнаральский. Все они были пойманы; И. Н. Мышкин и Н. Хрущёв смогли добраться до Владивостока. Беглецы подверглись телесным наказаниям. По инициативе губернатора Забайкальской области Л. И. Ильяшевича был ужесточён режим содержания заключённых на Карийской каторге. В ответ бывшая политзаключённая М. И. Кутитонская покушалась на жизнь Л. И. Ильяшевича.
В 1886 году Карийскую каторгу посетил американский путешественник и журналист Дж. Кеннан.
В 1888 — 1889 годах в тюрьмах Карийской каторги произошла Карийская трагедия, завершившаяся самоубийством шести заключённых. После Карийской трагедии политзаключённые были переведены в другие тюрьмы (13 человек 25 сентября 1890 года были переведены в Акатуйскую тюрьму). На Карийских приисках остались работать вольнонаёмные и уголовные преступники. 15 мая 1898 года Приамурский генерал-губернатор Н. И. Гродеков подписал распоряжение о закрытии Карийской каторги.

## Политические каторжане
За 18 лет существования Карийской каторги (1873—1890) поступило 212 (по другим данным 211 или 217) осуждённых за политические преступления, из которых 32 женщины. По годам:

| - 1873 г. — 2 - 1875 г. — 2 - 1877 г. — 6 - 1878 г. — 7 - 1879 г. — 1 - 1880 г. — 57 - 1881 г. — 26 | - 1882 г. — 46 - 1883 г. — 20 - 1884 г. — 23 - 1885 г. — 7 - 1886 г. — 6 - 1888 г. — 6 - 1889 г. — 3 |

За время существования каторги умерло по разным причинам 23 политкаторжан.